# Элоф из Туля
Элоф (погиб 16 октября 362 года) — священномученик из Туля. День памяти — 16 октября.
Святой Элоф (фр. Élophe, Éloffe, Éliphe, иногда Alophe; лат. Eliphius) был диаконом в селении, впоследствии названном в его честь. Он там был похоронен после того, как претерпел мучения
Élopheна латинский язык иногда пишет по-французски  или редко  святой lotharingien и лоррен, в одноименном поселке Санкт-Élophe где этот дьякон был бы погребен, после того, как претерпел мучения 16 октября 362 года и был усечён мечом на берегу реки Вер в Солимариаке (Solimariaca). Его память сохраняют в часовне святой Эпайотты (Epaïotte), которая изначально была посвящена святой Либере, сестре святого Элофа. Святого Элоaа называют святым Дионисием Лорранским.
Почитание святого Элова на юге епархии Туля, в частности, в Сулоссе (Soulosse) представляется восходящим к ранним векам. Жерар, епископ Тульский, распространил его почитание в Кёльне, куда в 963 году была перенесена существенная часть мощей святого. Считается, что житие святого Элофа было написано Рупертом, настоятелем монастыря Тёйц-Дойц (Tuitz-Deutz), что в Кельне, в 1130 году. Римский мартиролог упоминает его 16 октября, и помещает его мученичество в Кельне и относит его к жертвам гонений времён императора Иулиана Отступника.